# Pseudantechinus mimulus
El falso antequino de Carpentaria (Pseudantechinus mimulus) es una especie de marsupial dasiuromorfo de la familia Dasyuridae endémica de Australia.

## Características
Es una de las especies más pequeñas del género.

## Hábitat y distribución
Colinas rocosas con sotobosque. Limitada al Monte Isa en el noroeste de Queensland, Alexandria Station en el Territorio del Norte y tres pequeñas islas en el archipiélago de Sir Edward Pellew (Australia).